# Ministre plénipotentiaire
Un ministre plénipotentiaire est au XIXe siècle et durant la première partie du XXe siècle un représentant accrédité d'une puissance étrangère auprès d'une autre. Il prend ce nom lorsqu'il ne jouit pas du rang et de l'appellation d'ambassadeur, par exemple lorsque la représentation diplomatique a l'appellation de légation et non d'ambassade. On l'appelle en principe monsieur (ou madame) le ministre.

## Définition

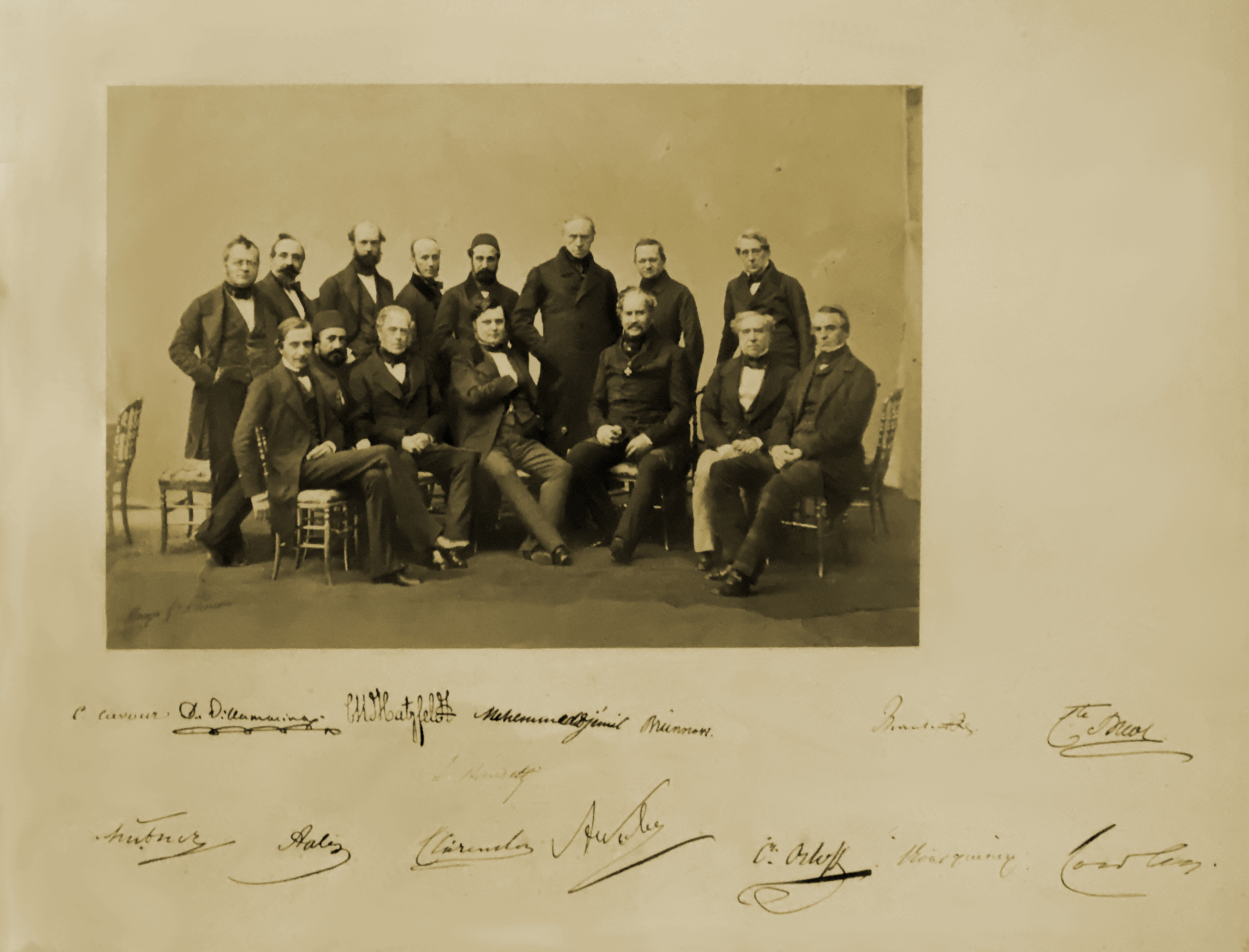
Les plénipotentiaires au congrès de Paris, 1856.

Historiquement, les hauts diplomates en fonction auprès d'un État étranger portaient le titre de ministre. En raison de la lenteur de la communication, ces représentants sont munis des pleins pouvoirs (en latin : plenus potentiā) du gouvernement qui les mandate. Le congrès de Vienne, en 1814 et 1815, codifie les relations diplomatiques et définit la hiérarchie entre ministre plénipotentiaire et ambassadeur, dans le cadre d'une standardisation en usage dans tous les pays du monde actuel.

## Usage

### Espagne
Sous l'Ancien Régime en Espagne, le titre de ministre plénipotentiaire était équivalent à celui de (premier) secrétaire d'État.

### France
En France, le corps des ministres plénipotentiaires était un corps de fonctionnaires relevant du ministère des Affaires étrangères et appartenant au corps diplomatique, mis en extinction en 2022. 
Les ministres plénipotentiaires sont recrutés parmi les diplomates ayant le grade de conseiller des affaires étrangères hors classe (et qui, dans certains cas, peuvent déjà être nommés ambassadeurs). Lorsque 12 conseillers des affaires étrangères ont été nommés ministres plénipotentiaires, il est possible de nommer au tour extérieur un 13e ministre plénipotentiaire issu d'une autre administration (« 13e tour »), puis un 14e qui peut ne pas appartenir du tout à l'administration (« 14e tour »). Les nominations au 13e tour supposent à la fois des conditions d'âge, d'ancienneté et la nécessité d'être agent public au moment de la nomination, étant entendu que l'ancienneté comprend l'activité comme agent public, mais aussi, par exemple, au sein d'une organisation internationale. Il a pu arriver, même dans un passé fort récent, que l'une ou l'autre de ces conditions ne soit pas remplie.
Beaucoup de ministres plénipotentiaires sont nommés à des fonctions d'ambassadeur : ils sont dits ambassadeur (extraordinaire et plénipotentiaire) de la République française en... (et non ambassadeur de France, ce titre étant une dignité conférée à un très petit nombre de ministres plénipotentiaires). Quelques-uns sont, à l'étranger, adjoints de l'ambassadeur (dans de très grandes ambassades comme Berlin ou Washington) ; ils portent alors le titre de ministre-conseiller. Toutefois, tous les ministres conseillers ne sont pas ministres plénipotentiaires. D'autres ministres plénipotentiaires, enfin, peuvent être consuls généraux.
Lorsqu'ils sont affectés à l'administration centrale du ministère des Affaires étrangères (Paris et Nantes), ils peuvent être chargés des fonctions de directeur ou directeur général ou de fonctions similaires comme président de l'Institut français ou directeur de l'Agence pour l'enseignement français à l'étranger. Ils peuvent également être nommés à l'Inspection générale des affaires étrangères, qui n'est pas, à la différence des autres administrations, un corps, mais une affectation.